# 呂虔
呂 虔（りょ けん、生没年不詳）は中国の後漢末から三国時代にかけての武将、政治家。魏に仕えた。字は子恪。兗州任城国任城県（現在の山東省済寧市微山県）の人。呂翻の父、呂桂の祖父。『三国志』魏志「二李臧文呂許典二龐閻伝」に伝がある。

## 生涯
曹操が兗州にいた頃、呂虔に胆力と策略があると聞いて従事に取り立て、家兵を率いさせて兗州山陽郡湖陸（現在の山東省済寧市微山県）を守らせた。
その頃、東海郡の襄賁校尉杜松の配下の炅母らが反乱を起こし、昌豨に通じた。曹操は襄賁校尉を杜松から呂虔に代えた。呂虔は到着すると炅母ら反乱の首謀者達を酒宴に招き、酔い潰したところで伏兵を呼び寄せ全員殺害し、残党を慰撫して反乱を鎮圧した。
曹操は呂虔に泰山太守を兼任させた。泰山郡は山と海に接し、難民が各地に潜伏しており、さらに袁紹が中郎将に任じた郭祖・公孫犢ら数十人が山に拠って住民に暴行を働いていた。呂虔は家兵を率いて到着すると恩愛と信義を示してこれを慰撫したので、郭祖らは全て山を降りて降伏した。呂虔は降伏者を農耕や仕事に従事させると共に、その中から強者を選抜して兵士に登用したので、泰山郡の兵士の精鋭さは州郡の筆頭となった。
済南の黄巾党の徐和が各地の城を攻撃すると、呂虔は夏侯淵と共にその鎮圧に乗り出し、前後数十戦して数千人を斬首・捕獲した。東萊の李条らを討つ時にも功績を挙げた。
曹操は呂虔を茂才に挙げ、騎都尉の地位を加えた。泰山太守として十数年間統治し、大きな威厳と恩恵を示した。
曹丕が王位に就くと、裨将軍を加えられ、益寿亭侯に封ぜられた。さらに徐州刺史となり、威虜将軍を加えられた。徐州を治めるに当たり、王祥を別駕に取り立て内政を任せたので、人々は「良く賢者を信任した」と褒めたたえた。呂虔は、持っていると三公の位に登れるという剣を持っていたが、彼は王祥に「持つべき人が持たないと、この剣は害を成すかもしれない。しかし、貴方なら三公にもなれる器量をお持ちなので、貴方にこの剣を差し上げようと思う」と言い、固辞する王祥に強いて与えた。王祥は西晋において三公より上位の地位に登った。 
利城郡で反乱が起こり、太守の徐質が殺され、唐咨が首領となった。呂虔は諸軍と共にこれを討伐し、斬獲の功があった（「文帝紀」・「諸葛誕伝」）。
曹叡が即位すると、万年亭侯に転封され、200戸の加増を受け所領は600戸となった。その死後は子の呂翻が後を継ぎ、呂翻の死後はその子の呂桂が継いだ。
陳寿は呂虔を、州郡を守り威厳と恩恵を示した人物として、李通・臧覇・文聘と共に称えている。

## 三国志演義
小説『三国志演義』では、劉曄に推薦されて曹操に仕え、新たに毛玠を曹操に推薦した。兗州での戦いで李封が討たれて逃げようとしていた薛蘭を弓矢で射殺している。また、禰衡から「呂虔は刀磨ぎに適している」と言われ、馬鹿にされている。